# 청주 흥덕사지
청주 흥덕사지(淸州 興德寺址)는 충청북도 청주시에 있는 통일신라시대와 고려시대에 걸쳐 존재했던 절의 터이다. 1986년 5월 7일 대한민국의 사적 제315호로 지정되었다.

## 개요
흥덕사는 그 동안 문헌상으로만 ‘청주목외(淸州牧外) 흥덕사’라 전하고, 그 위치는 확인되지 않았었다. 1984년 한국토지개발공사가 운천동에 택지를 조성하면서 한 이름없는 절터가 발견되었다. 1985년 청주대학교 주관하에 발굴조사가 시작되었다. 조사 결과 금당터·서회랑터·강당터·부속건물들이 있던 건물터가 확인되었고, ‘서원부 흥덕사(西原府興德寺)’라고 새겨진 금구(禁口) 조각과 ‘황통 10년(皇統十年)… 흥덕사(興德寺)’라 새겨진 청동불발(靑銅佛鉢) 뚜껑이 나와 흥덕사임이 확인되었다. ‘대중 3년명(大中 3年銘)’이라 새겨진 기와가 출토되어 849년(문성왕 11)에 이미 이곳에 불사가 이루어지고 있었음을 알 수 있다. 유물로는 토제품인 기와·전(塡)·치미편(鴟尾片)·방추차(紡錘車)·민무늬토기편[無文土器片] 등과 청동제품인 금구(禁口)·소종(小鐘)·금강저(金剛杵)·향로(香爐)·수반(水盤) 등이 출토되었다. 유물들로 보아 늦어도 9세기에 지어져서 15세기에 폐사된 것으로 추정된다.
1377년에 세계에서 가장 오래된 금속활자본 백운화상초록불조직지심체요절(白雲和尙抄錄佛祖直指心體要節)을 인쇄한 곳이다. 1985년 발굴 당시 주춧돌만 남아있던 금당을 1991년에 80.05m2 규모로 복원하였다. 부지 안에 청주고인쇄박물관과 근현대인쇄전시관이 있다.

## 사진

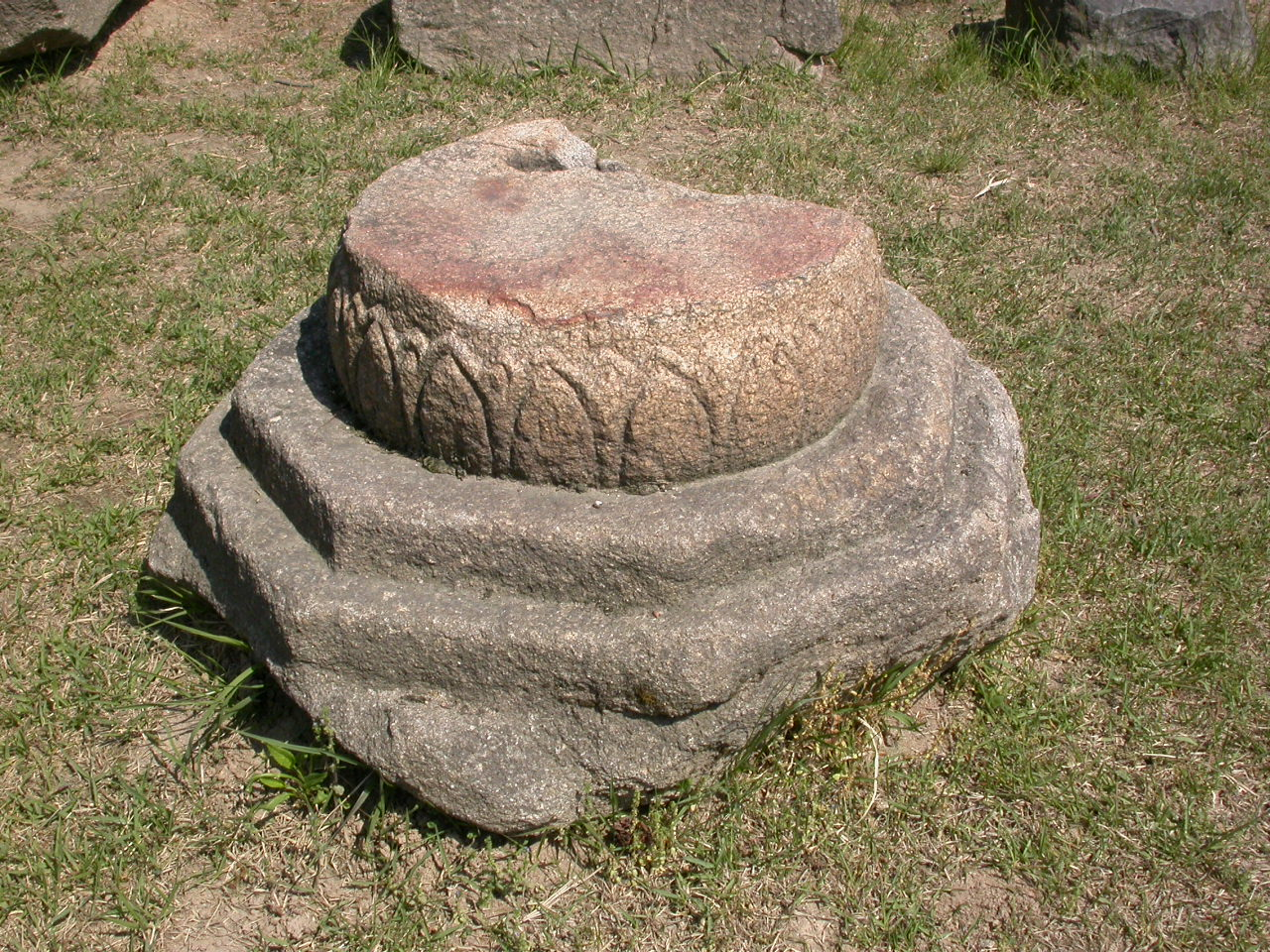
흥덕사지 유구
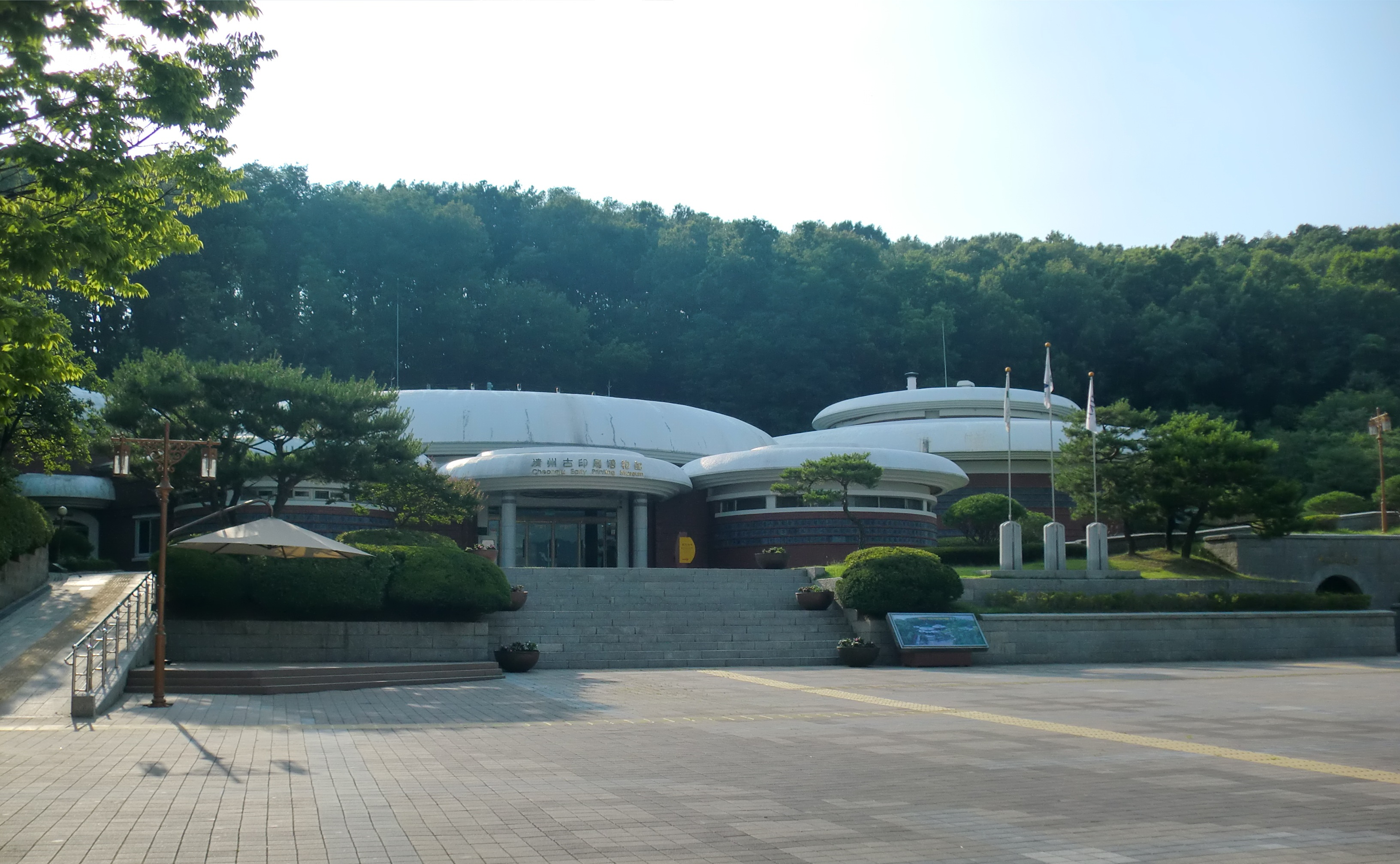
청주고인쇄박물관

## 같이 보기
- 백운화상초록불조직지심체요절
- 청주고인쇄박물관

## 참고 자료
- 청주 흥덕사지 - 국가유산청 국가유산포털